# Bou Mhel el-Bassatine (delegación)
Bou Mhel el-Bassatine (en árabe: بومهل البساتين‎) es una delegación de la gobernación de Ben Arous en Túnez. En abril de 2014 tenía una población censada de 40 101 habitantes.
Se encuentra ubicada al norte del país, junto a la costa del golfo de Túnez (mar Mediterráneo) y a poca distancia al sur de la capital del país, Túnez, y de la desembocadura del río Meyerda.